# 八幡神社 (大島町)

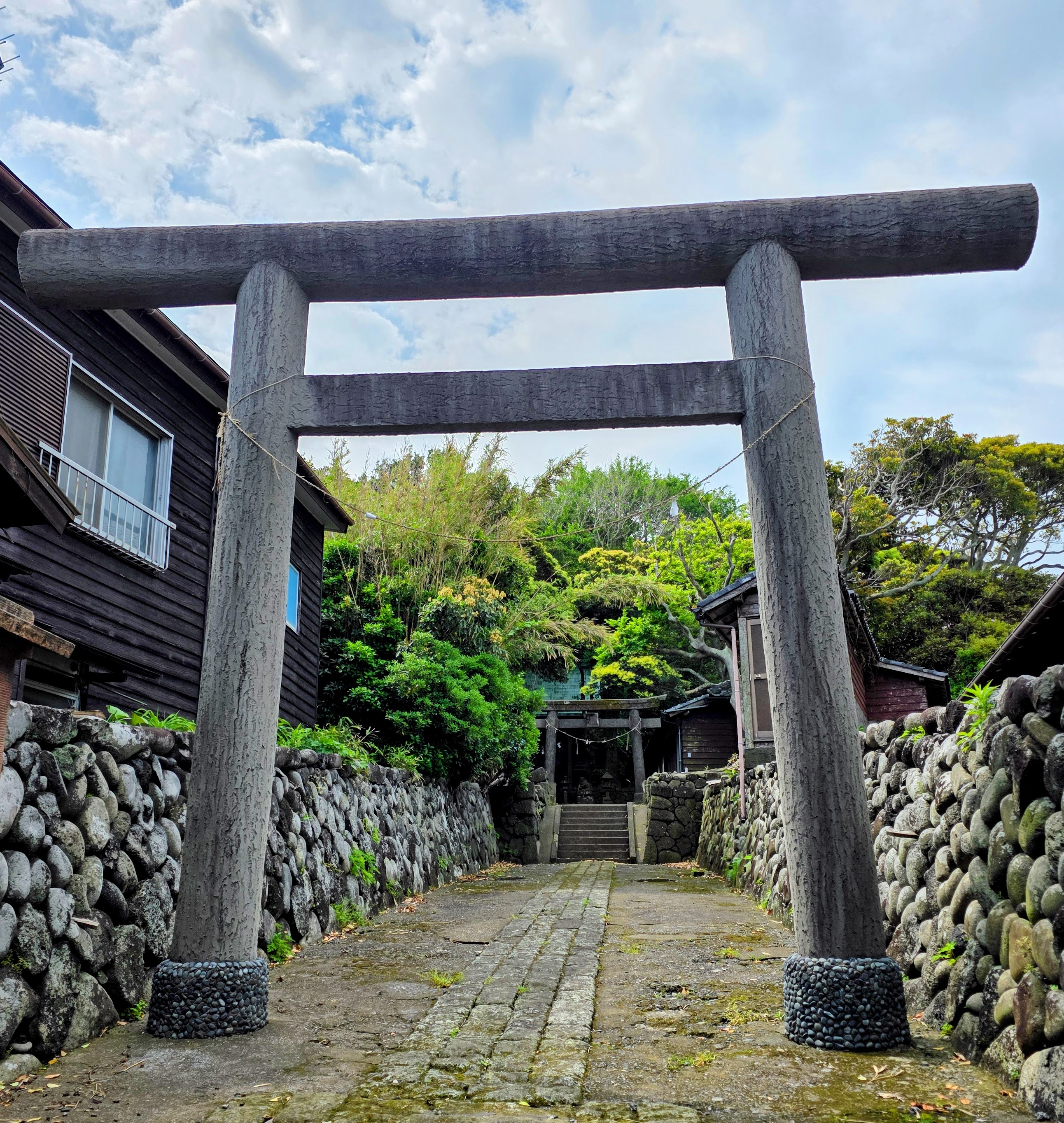
一の鳥居

八幡神社（はちまんじんじゃ）は、東京都大島町（伊豆大島）にある神社。

## 概要
伊豆大島北部、岡田港（おかたこう）がある岡田（おかた）地区の港近隣に鎮座している。
創建は不詳。保元の乱で敗れて伊豆大島に配流されてきた源為朝が上陸した場所が、岡田地区の「つかせっぱの浜」（「勝崎」と「よたろう根」の間）とされていることから、祭神として祀られている。
（なお、伊豆大島の西部、元町港がある元町地区の為朝の館跡付近には、為朝神社（香殿神社）が鎮座している。）
手踊りや天古舞（てこまい）が披露される1月6日-15日の例大祭（正月祭）は、都の無形民俗文化財に指定されている。

## 祭神
- 源為朝

## 文化財
- 岡田八幡神社の正月祭 - 都指定無形民俗文化財[1][2]。